# Pocketfilm

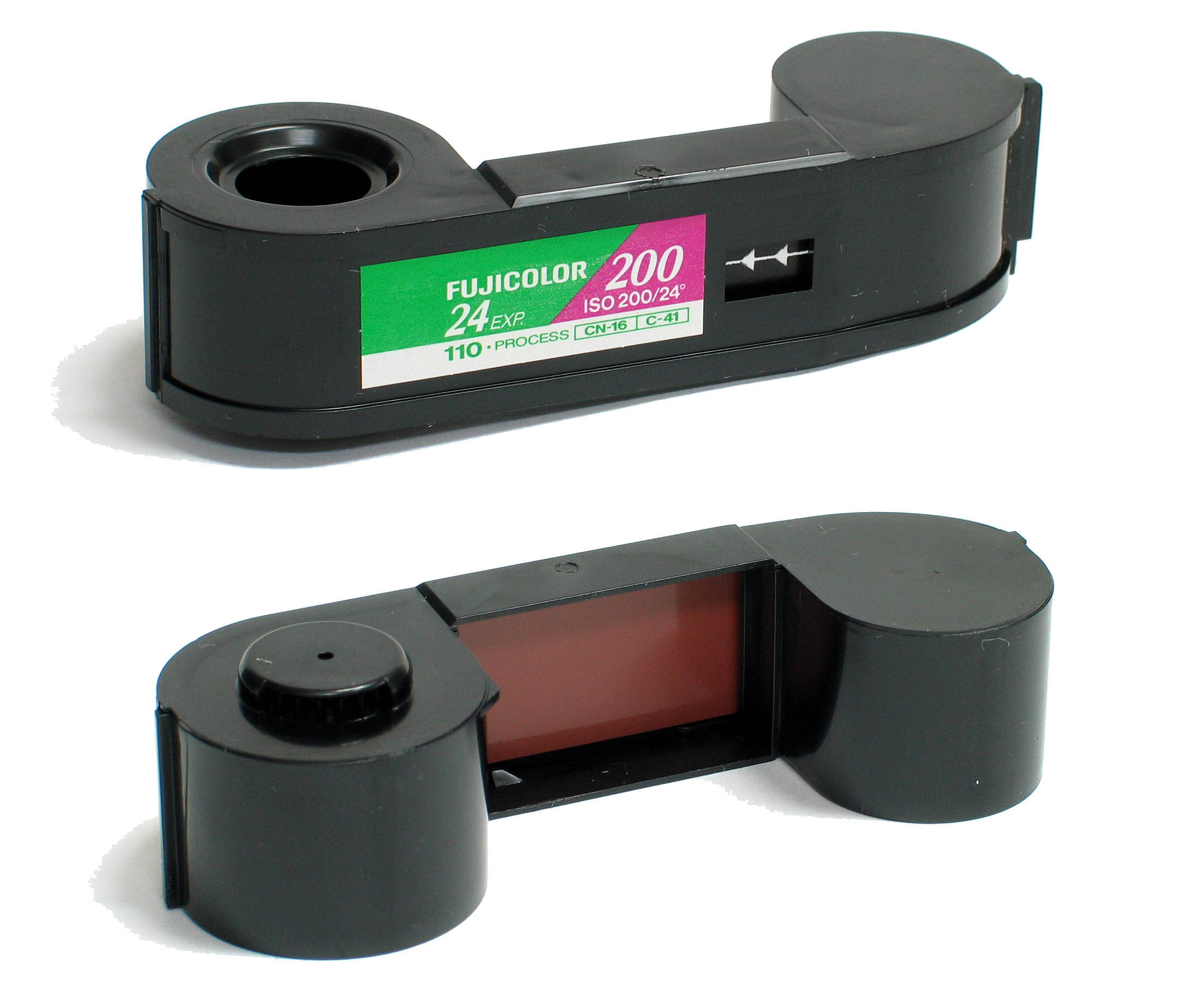
Pocketfilm 110

Pocket-Kassettenfilm (Typ 110), kurz Pocketfilm, ist ein fotografischer Film, der 1972 von Kodak vorgestellt wurde und in Pocketkameras verwendet wird. Der Film wurde ungefähr bis 2009 hergestellt und war dann einige Jahre nicht verfügbar. Seit 2012 wird er wieder angeboten.

## Vorgeschichte
1963 stellte Kodak mit dem System Instamatic eine Filmkassette vor, die sich leicht einlegen ließ und dadurch auch technisch unbegabte Interessenten ansprach. Das gleiche Konzept übernahm man neun Jahre später für den 16-mm-Film, hier bestand sogar noch ein größerer Bedarf, da dieser Film bislang nur auf offenen Spulen aufgerollt zu bekommen war.
Bereits vor dem Zweiten Weltkrieg hatte Minox ein winziges Kassettenformat für die 8x11-Kameras entwickelt.

## Kassette
Die Pocketkassette entspricht in ihrem Konzept exakt der großen Instamatic-Kassette, Kodak hat den Begriff „Instamatic“ auch im Zusammenhang mit den Pocketkameras verwendet. So geschieht der Filmtransport über ein von der Kamera eingreifendes Zahnrad, es gibt ein Zählwerkfenster und man kann durch ein Plexiglas in der Kamerawand auch den eingelegten Filmtyp erkennen. Auch existiert nur eine Perforation von einem Loch pro Bild, was als einfache Transportsteuerung dient. Eine kameraseitige Filmandruckplatte gibt es nicht, allerdings bereitet die Planlage bei einem derart kleinen Format kaum Probleme, zumal die zugehörigen Objektive eine geringe Brennweite und somit eine große Schärfentiefe aufweisen.

## Bildformat

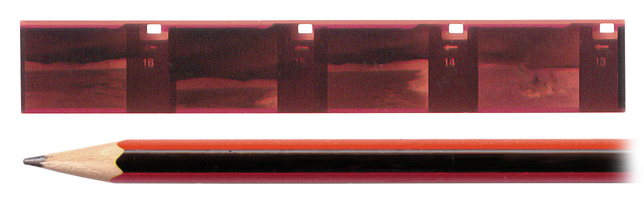
Negativfilm (111 × 16 mm)

Das Negativformat beträgt etwa 13 mm × 17 mm (wurde aber nicht von allen Kameraherstellern ausgenutzt), was eine Fläche von 220 mm² ergibt, etwa ein Viertel jener des 35-mm-Kleinbildfilms. Damit lassen sich problemlos Vergrößerungen von 13 cm × 18 cm anfertigen. Auch weit darüber hinausgehende Vergrößerungen sind je nach Qualität des verwendeten Films möglich. Der Minox-Kleinstbildfilm ist mit 40 Prozent der Fläche des Pocketfilms nochmals kleiner.

## Filmempfindlichkeit

Kodierung des Pocketfilms

Wie beim großen Instamatic ist die Filmempfindlichkeit des Pocketfilms kodiert, hier allerdings nur in zwei Stufen: Die Kassette besitzt an der Seite eine Leiste, die bei hochempfindlichen Filmen etwa 7 mm, bei niedrig- bis mittelempfindlichen Filmen nur etwa 2,5 mm gekürzt ist. Höherwertige Pocketkameras, beispielsweise die Rollei A 110, können so die Belichtung automatisch an die Filmempfindlichkeit anpassen, alle anderen können keinen hochempfindlichen Film korrekt belichten. Niedrig- bis mittelempfindlich bedeutet dabei 64 bis 200 ASA, hochempfindlich 320 bis 400 ASA, wobei der exakte, von der Kamera verwendete Wert von ihrer Justage im Werk abhängt.
Problematisch war weiterhin, dass Kodak für seinen 400 ASA-Film eine Kassette verwendete, die für niedrig- bis normalempfindlichen Film kodiert war (Stichwort: film speed setting). Dieses führte bei präziser Blendenzahl und Verschlusszeit zur Überbelichtung des Films. Durch das Entfernen von etwas Material an der Leiste konnte die Kassette aber relativ leicht so modifiziert werden, dass sie als hochempfindlicher Pocketfilm erkannt wurde.
Der 200-ASA-Film von Ferrania war ebenfalls als niedrig- bis normalempfindlicher Film kodiert und wurde bei manchen Kameras deshalb ein wenig überbelichtet. Negativfilme besitzen aber einen guten Belichtungsspielraum, so dass dies kaum auffiel. Abhilfe über die Manipulation der Filmkodierung ist hier nicht möglich.

## Verbreitung

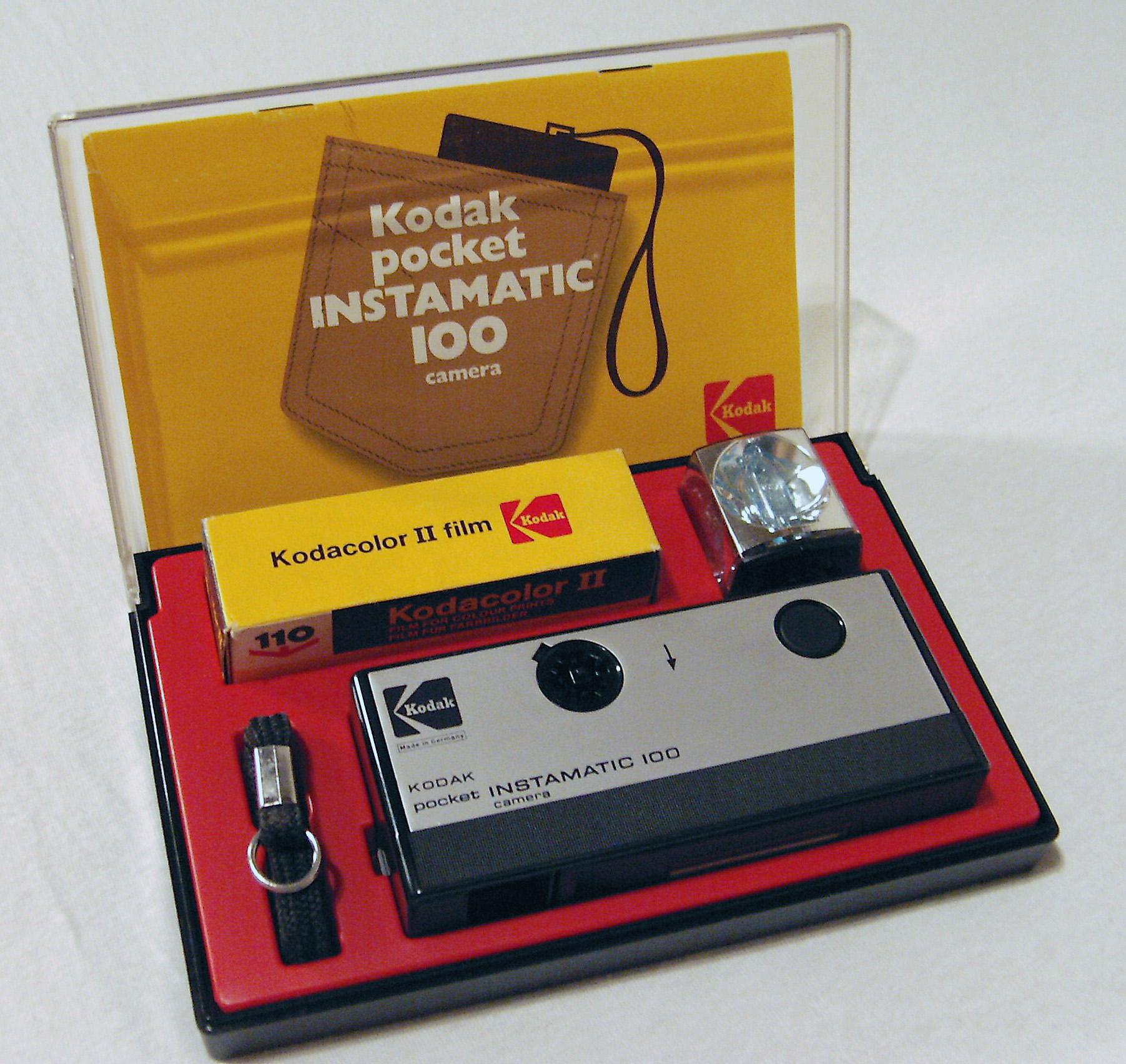
Die Kodak Pocket Instamatic 100 war die erste Kamera, die für den Pocket Instamatic-Film gebaut wurde. Die Kamera wurde 1972 auf der Photokina erstmals präsentiert

Der Pocket-Film war bis in die 90er Jahre auch als Dia- und Schwarzweißfilm erhältlich, diese Spezialsorten kaufte aber kaum jemand. Als Farbnegativfilm hingegen wurde er überall dort, wo es Filme zu kaufen gab, selbstverständlich bereitgehalten. Im Herbst 2007 war er schwer zu beschaffen und nur noch als Farbnegativfilm erhältlich. Hersteller waren Ferrania in Italien (200 ASA-Film), Fuji in Japan (200 ASA-Film) und Kodak in den USA (400 ASA-Film). Im Zeitraum 2008–2009 stellten diese drei Firmen die Produktion von 110er-Filmen ein. Im Herbst 2011 erwog Adox (Deutschland), neue 110er-Filme herzustellen. Im Mai 2012 erweckte die Lomographic Society International den 110er Film vorläufig als Schwarzweißfilm (Lomography Orca 110 B&W Film) wieder zum Leben. Dieser besaß zunächst laut Lomography kein Schutzpapier, was bedeutet, dass jedes geschossene Foto mitgezählt werden muss, da das Rad in der Filmkassette nicht stoppt, wenn der Film zu Ende ist. Außerdem kann es bei den letzten vier Frames zu sogenannten Lichtlecks kommen. Inzwischen sind diese Probleme behoben. Im Juli 2012 wurde mit dem Lomography Color Tiger 110 auch ein Farbfilm vorgestellt. Weitere Filme (Diafilm, Redscalefilm) folgten.

## Nutzung in Fun-Kameras
Bessere Kameras mit Pocketfilm waren, da klein und leicht, lange Zeit für Handtaschen, aber auch als Urlaubs- und „Immer dabei“-Kameras gedacht. Zusammen mit Block und Bleistift und neuem Film, in kompakter Verpackung zusammengefasst, wurden sie zudem zeitweise für die Mitführung im Auto als Unfallkamera verkauft.
Wegen seiner geringen Größe fand man den Pocketfilm recht häufig bei Kameras mit unsachlich-humorvollem Äußerem, wie Werbegeschenken. Die dann eher einfachen Kameras waren hierbei in einem Gehäuse in beliebiger Fußball-, Getränkedosen- oder Spielzeugform eingebaut.
Von der Lomographischen AG wurde die „Smiley Cam“ vermarktet. Basierend auf dem Prinzip der Camera obscura war dem Pocketfilm ein Klebestreifen mit einem Loch als Fixobjektiv angeklebt.
Minimalkameras anderer Hersteller umfassten kaum mehr als eine Linse, die an einen handelsüblichen Pocketfilm geklammert wurde. Ein einfacher Verschluss, eine Möglichkeit zum Filmtransport und ein Kimme-Korn-Rahmen-Aufklappvisier ergänzten die Plastikkamera, die kleiner ist als die Filmpatrone.

## Spiegelreflexkameras
Neben den einfachen Kameras gab es aber auch anspruchsvollere Modelle. Minolta produzierte zwei Spiegelreflexkameras mit fest eingebauten Zoomobjektiven, nämlich die Minolta 110 Zoom SLR und die Minolta 110 Zoom SLR Mark II. Asahi Pentax stellte die Pentax Auto 110 sowie die Pentax Auto 110 Super mit sechs dazugehörigen Wechselobjektiven, Windern, Blitzgeräten und diversen Filtern und Nahlinsen her. Diese Kameras besaßen scharfe Objektive und ermöglichten eine präzise Scharfstellung. Sie konnten qualitativ zwar nicht mit den Kleinbildkameras mithalten, waren in ihrer Zeit aber begehrte Lifestyleobjekte, nicht nur zum Gebrauch, sondern auch für die Vitrinen der Sammler rarer Kameras.

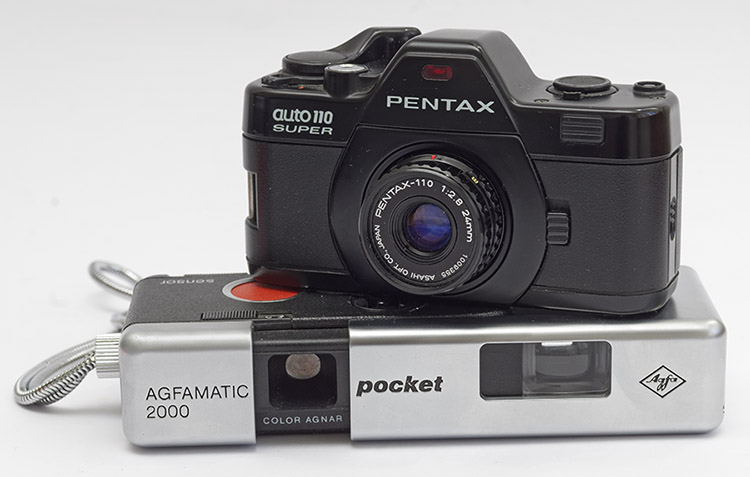
PENTAX auto 110 SUPER auf einer Agfa AGFAMATIC 2000 pocket Sensor